# Christophe Humbert (basket-ball)
Pour les articles homonymes, voir Christophe Humbert et Humbert.
Christophe Humbert, né le 7 août 1979 à Fort-de-France, en Martinique, est un joueur français de basket-ball. Il évolue au poste de pivot.